# Expedició de càstig de Río Muni de 1918
L'expedició de càstig de Riu Muni de 1918 va ser una operació punitiva duta a terme per l'administració espanyola de Bata, en la part continental de l'actual República de Guinea Equatorial, després de ser informades per Obama Nze, cap del llogaret de Vidoma, sobre una presumpta trama rebel entorn del llogaret de Mawomo, ambdues a la zona interior del territori.

## Antecedents
En un informe publicat en 1950 per la revista El misionero (pertanyent a la congregació religiosa catòlica dels claretians) en el volum Memorias de un viejo colonial y misionero sobre la Guinea continental española, s'afirma que, a causa d'una enemistat personal entre Obama Nze i el cap del llogaret de Mawomo, anomenat Be, el primer va fer arribar a l'oïda de les autoritats espanyoles, representades pel destacament de la Guàrdia Colonial espanyola establert en Bata, la falsa notícia d'una suposada revolta encapçalada per Be. Pel que sembla, un dels motius del ressentiment de Nze es trobaria en el paper dominant representat per la vila de Mawomo a la regió, i en les particularment fins llavors bones relacions entre Be i l'administració espanyola. D'altra banda, el fet que s'estiguessin realitzant trasllats forçosos d'homes d'ètnia fang cap a l'illa de Fernando Poo per treballar en les plantacions insulars, així com la política de treballs forçats aplicada, per exemple, pel tinent de la Guàrdia Colonial Julián Ayala, va resultar en diferents actituds de resistència entre algunes poblacions de la zona continental afectada, la qual cosa explica que no hi hagués per part de les autoritats colonials estranyesa davant la notícia de la teòrica insurrecció de Be.

## Desenvolupament
L'expedició, organitzada a inicis de setembre de 1918, pretenia acabar amb els focus de resistència creats davant els trasllats forçosos duts a terme en aquells dies. L'objectiu era el llogaret de Mawomo, dins de l'actual Parc nacional de Los Altos de Nsork, a la qual s'atribuïa ser un dels nuclis principals d'irradiació del moviment rebel. L'operació es va desenvolupar sota el comandament del tinent Vicente Pereira i els caporals Antonio Arroyo i José Quintas.
Pereira va sortir amb una columna militar de Bata travessant les localitats de Mokomo, Eyamayong, Okola i Bibogo, arribant a Ekumanguma el 8 de setembre, mentre simultàniament Arroyp des de Punta Mbonda (Bata) va partir amb una altra columna seguint el curs del riu Ekuku cap a Bibogo. Una tercera columna, dirigida per Quintas, es va dirigir també cap a Bibogo, sortint de Mbini, en la desembocadura del riu Benito, i passant per Mbilefalla, Meduma i Alum, arribant a la seva destinació el 6 de setembre, on es va integrar amb el contingent d'Arroyo, que va arribar l'endemà, dirigint-se a continuació tots dos a la trobada de Pereira.
Després d'unificar-se les columnes el 8 de setembre a Ekumanguma, la força expedicionaria va iniciar un atac fins al 12 de setembre sobre Mawomo i alguns poblats immediats, Nfulunkó, Makoga, Bañung, Mbaramberg i Alum, entorn del riu Birangon. La majoria de la població no va mostrar resistència, i si bé durant tota l'expedició es van produir aïllats intercanvis de trets de menor importància, va ser en la incursió cap a Mawomo on es van produir els majors enfrontaments. Assabentats de la imminent arribada de l'expedició atacant, gent de Mawomo es va aprestar a la defensa. El tret d'un soldat de la milícia colonial d'origen senegalès va posar fi a la vida de Be, després del que es van rendir els grups hostils i va cessar l'enfrontament.